# 武内駿輔のGooooood JOB!
『武内駿輔のGooooood JOB!』（たけうちしゅんすけのグッジョブ）は、2018年1月3日から2019年1月2日まで文化放送 超!A&G+で配信されていたインターネットラジオ番組。パーソナリティは武内駿輔。

## 番組概要
声優・武内駿輔が世の中にある様々なお仕事の"ホントのところ"にゲストを招いてトークしながら迫っていく番組。

## 配信時間
|              | 配信             | 配信時間                                                | 過去の配信時間                                    |
| ------------ | ---------------- | ------------------------------------------------------- | ------------------------------------------------- |
| 本配信       | 文化放送 超!A&G+ | 毎週水曜 26:30 - 27:00 （2018年10月3日 - 2019年1月2日） | 毎週水曜 25:30 - 26:00 （2018年1月3日 - 9月26日） |
| リピート配信 | 文化放送 超!A&G+ | 毎週木曜 15:00 - 15:30 （2018年10月4日 - 2019年1月3日） | 毎週木曜 13:30 - 14:00 （2018年1月4日 - 9月27日） |

## コーナー
ゲストコーナー
ゲストの職業について武内が迫っていくコーナー。
お仕事履歴書
リスナーが経験した職業について詳しく教えてもらうコーナー。
響け!俺の説教
リスナーが受けたことのある上司からの説教のセリフとエピソードを送ってもらい、武内が改めてそのセリフを言い、説教し直すコーナー。
ジョブフィクション
リスナーから寄せられた漫画・アニメ・ゲーム・映画といったフィクションの世界に登場する職業について学んでいくコーナー。
このほか、「普通のお便り」や「お仕事に関する話題」を募集している。